# ATP Challenger Fano
Das ATP Challenger Fano (offizieller Name: Adriatic Challenger) war ein Tennisturnier in Fano, das 2016 einmal ausgetragen wurde. Es war Teil der ATP Challenger Tour und wurde im Freien auf Sand ausgetragen.

## Liste der Sieger

### Einzel
| Jahr | Sieger     | Finalgegner    | Ergebnis        |
| ---- | ---------- | -------------- | --------------- |
| 2016 | João Souza | Nicolás Kicker | 6:4, 6:712, 6:2 |

### Doppel
| Jahr | Sieger                           | Finalgegner                 | Ergebnis |
| ---- | -------------------------------- | --------------------------- | -------- |
| 2016 | Riccardo Ghedin Alessandro Motti | Lucas Miedler Mark Vervoort | 6:4, 6:4 |